# Пробоотборник
Пробоотборник — это прибор, предназначенный для отбора глубинных проб нефти, воды или газа из скважин с сохранением условий (давления, газонасыщенности) в месте отбора. Также пробоотборники используются для отбора проб нефти, газа или иной жидкости из резервуаров, трубопроводов, железнодорожных и автомобильных цистерн, подземных ёмкостей, технологических колонн, нефтеналивных танков на морских судах. Кроме того, пробоотборники могут применяться и в пищевой промышленности (известны пробоотборники для зерна, растительных масел и т. д.). В зависимости от конструкции пробоотборники подразделяются  на:

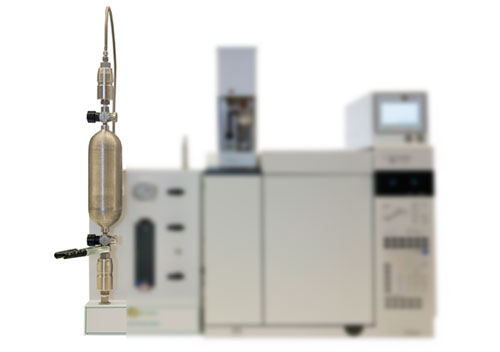
Баллон (контейнер) с отобранной газообразной пробой присоединён к лабораторному газовому хроматографу для компонентного анализа содержимого

- Точечные пробоотборники, предназначенные для забора проб с одного заданного уровня (например, батометр) или в некий момент времени прохождения продукта по трубопроводу;
- Многоуровневые пробоотборники, позволяющие брать пробы сразу с нескольких уровней резервуара, что особенно часто находит применение на нефтебазах и автозаправочных станциях (АЗС);
- Донные пробоотборники;
- Автоматические пробоотборники, позволяющие накапливать пробу в течение некоторого периода времени или по мере прохождения партии продукта по трубопроводу (так называемая, объединенная проба). Например, пункт 2.13.2.1 межгосударственного стандарта ГОСТ 2517-85 "Нефть и нефтепродукты. Методы отбора проб" регламентирует автоматический отбор пробы нефтепродукта дозами от 1 до 10 см3 в количестве не менее 300 шт. в один пробоотборный контейнер. Суммарный объем объединённой пробы должен быть не менее 3000см3

## Классификация
Пробоотборники можно классифицировать по следующим признакам:
- со сквозной (проточной) камерой и не сквозные;
- переносные и стационарные;
- послойные и не послойные.

Кроме глубинных пробоотборников существуют и другие специфические типы, которые применяются в сельском хозяйстве (просеивание зерна), в экологии (отбор проб воздуха) и т. д.
Также пробоотборники можно разделить на два вида по другому признаку:
- для пассивного отбора проб;
- для активного отбора проб.

## Конструкция
Для отбора проб в стационарных вертикальных резервуарах наиболее часто применяют пробоотборники секционные, устанавливающиеся стационарно внутри вертикального резервуара. Количество секций, а следовательно и высота подобных пробоотборников варьируется.
В настоящее время существует много различных конструкций глубинных пробоотборников, однако назначение прибора диктует ряд обязательных требований к узлам пробоотборника независимо от их конструкции.
1. приемная камера — часть пробоотборника, наполняющаяся продуктом и сохраняющая её в период транспортировки до момента исследования;
2. приемные (запорные) клапаны — устройства, через которые продукт поступает в камеру и герметизируется в ней;
3. устройство управления;
4. фиксирующее устройство;
5. индикаторы заполнения;
6. индикаторы давления и температуры;
7. индикаторы положения внутренних устройств (поршня, клапана);
8. устройства для перемешивания содержимого;
9. ручка для переноски;
10. чехол (в том числе для теплоизоляции).

Также в случае специальных задач пробоотборники могут иметь пассивированную (подготовленную) внутреннюю поверхность или специальное покрытие. Покрытия представляют собой инертный материал (полимерный или композитный), аморфный кремний, нанесенный физическим или химическим способом. В частности, для анализа серосодержащих компонентов природного газа всегда применяют баллоны из нержавеющей стали с внутренним кремниевым покрытием, нанесенным методом вакуумного напыления. То же самое касается и всех линий, подающих пробу в контейнер.